# Vergine che mostra il Cristo dolente
La Vergine che mostra il Cristo dolente è un dipinto a olio su tavola (27,4x19,9 cm) di Hans Memling, databile al 1475 o 1479 e conservato nella National Gallery of Victoria di Melbourne.

## Storia
L'opera venne acquistata da un antiquario dalla museo australiano nel 1924 e riconosciuta come opera del Memling solo qualche anno dopo. Probabilmente il quadretto faceva parte di un piccolo trittico appartenuto a Margherita d'Austria, descritto come «un Dio di pietà nelle braccia della Madonna, con due sportelli aventi angeli dipinti e, al di sopra, un'Annunciazione in bianco e nero», questi ultimi attribuiti a Memling, mentre il «Dio di pietà» veniva però attribuito, in quel catalogo, a Rogier van der Weyden.
Esiste una tavola di soggetto analogo, generalmente datata agli anni ottanta del Quattrocento, nella Capilla Real di Granada.

## Descrizione e stile
Sullo sfondo della Croce Maria regge Gesù con i segni della Passione. Il Cristo, benché deposto dalla croce e quindi morto, è rappresentato come Christus patiens, cioè sofferente. Ben evidenti sono le ferite nelle mani e nel costato, da cui sgorgano rivoli di sangue, che simboleggiano come il sacrificio divino irrori il mondo. La stessa Vergine lacrima, anche se la sua espressione è alquanto composta, come tipico dell'intellettuale e misurato Memling. Gesù è avvolto in un sudario e dietro, sul fondo oro, sono dipinti tutti i segni della Passione: dalla colonna della flagellazione con le verghe, alle mani nei diversi gesti delle percosse e dello scherno, dalle figure dei sommi sacerdoti a quelle di Erode e di Pilato, dal rinnegamento di Pietro alla testa di Giuda impiccato.

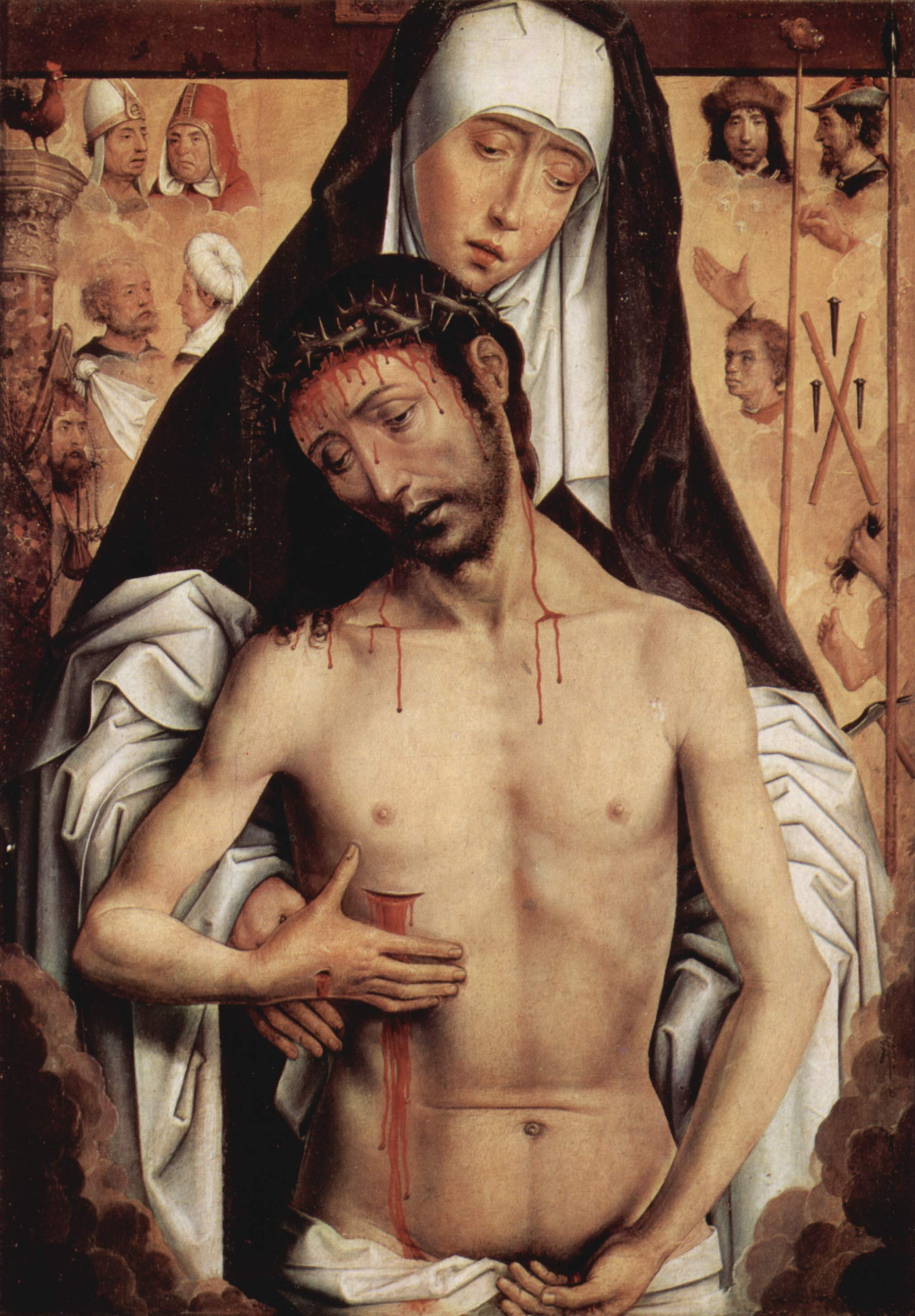
La tavola di Granada